# 緬甸國際航空
緬甸國際航空（အပြည်ပြည်ဆိုင်ရာ မြန်မာ့လေကြောင်）是一家緬甸的航空公司，成立於1993年，經營國際定期客運和貨運航班服務，總部在仰光國際機場。

## 航點與代碼共享

### 現今航點
| 國家           | 城市     | 機場                              | 備註     |
| -------------- | -------- | --------------------------------- | -------- |
| 緬甸           | 仰光     | 仰光國際機場                      | 樞紐機場 |
| 緬甸           | 曼德勒   | 曼德勒國際機場                    |          |
| 印度           | 加爾各答 | 內塔吉·蘇巴斯·錢德拉·鮑斯國際機場 |          |
| 印度           | 加雅     | 加雅機場                          |          |
| 泰國           | 曼谷     | 蘇凡納布國際機場                  |          |
| 新加坡         | 新加坡   | 新加坡樟宜機場                    |          |
| 中华人民共和国 | 廣州     | 廣州白雲國際機場                  |          |
| 中華民國       | 台北     | 桃園國際機場                      |          |
|                | 首爾     | 仁川國際機場                      |          |
| 日本           | 大阪     | 關西國際機場                      | 包機     |

### 歷史航點
- 泰國 清邁 清邁國際機場
- 印度 瓦拉納西 拉爾·巴哈杜爾·夏斯特里機場（英语：Lal Bahadur Shastri Airport）
- 中国 昆明 昆明長水國際機場

### 代碼共享
截至2016年11月，緬甸國際航空與以下航空公司簽訂代碼共享協議：
- KBZ航空（英语：Air KBZ）
- 馬來西亞航空
- 汶萊皇家航空
- 加魯達印尼航空
- 斯里蘭卡航空
- 大韓航空
- 韓亞航空

## 機隊

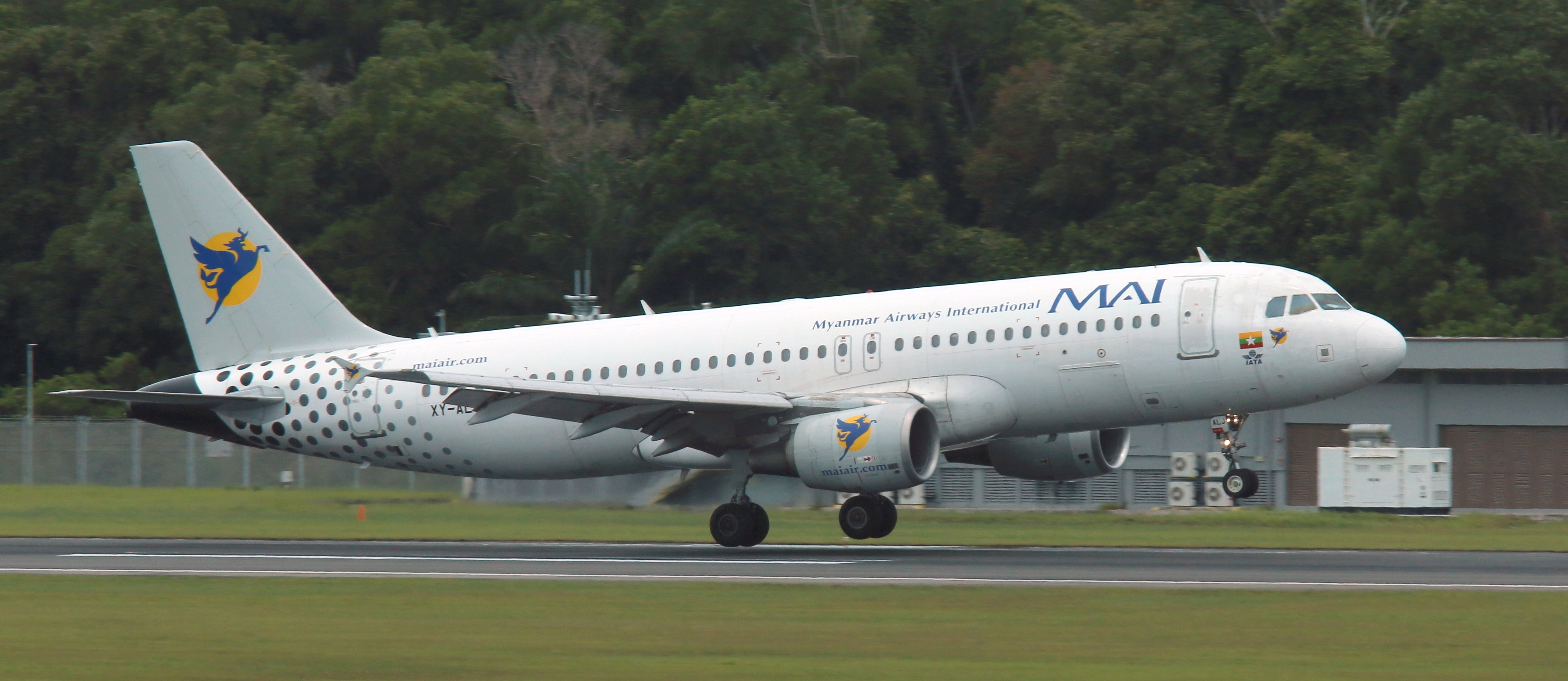
披著緬甸國際航空新塗裝的空中巴士A320

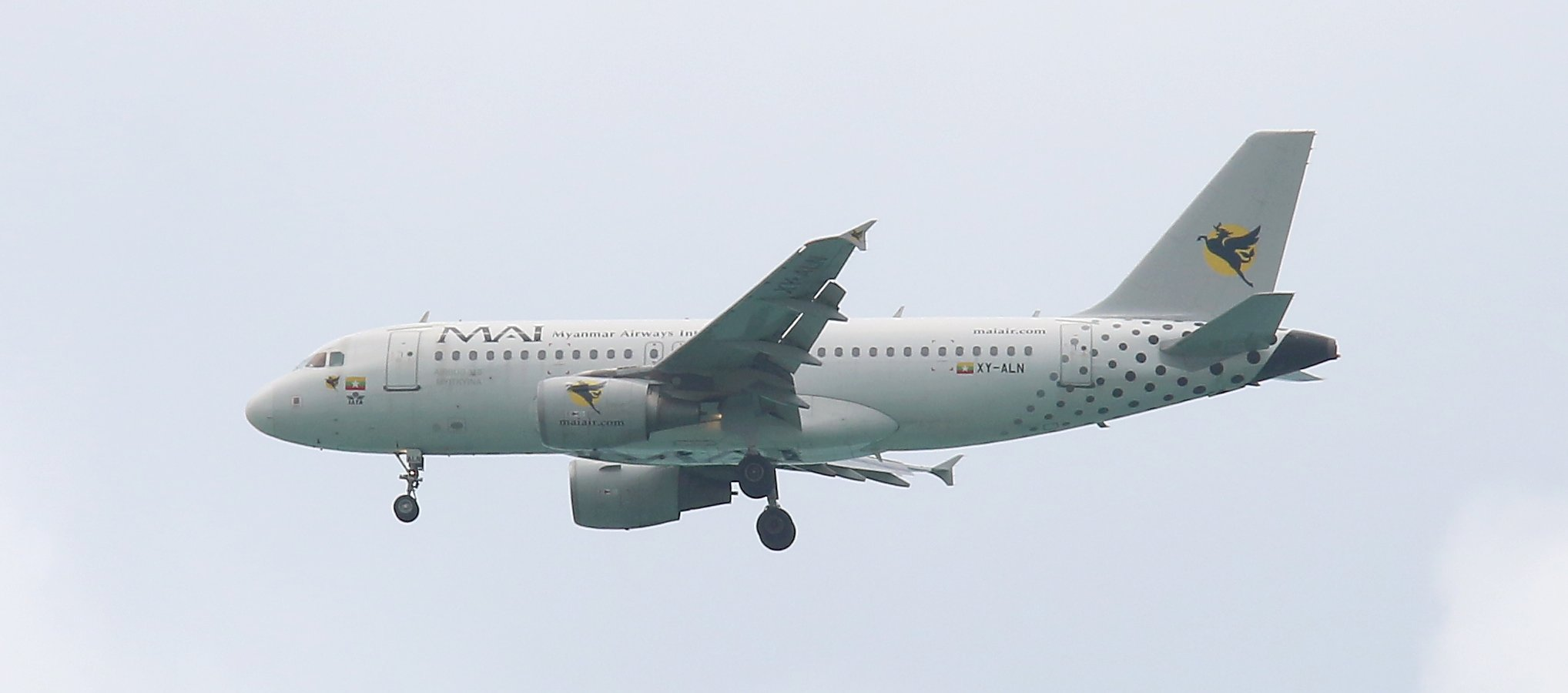
披著緬甸國際航空新塗裝的空中巴士A319

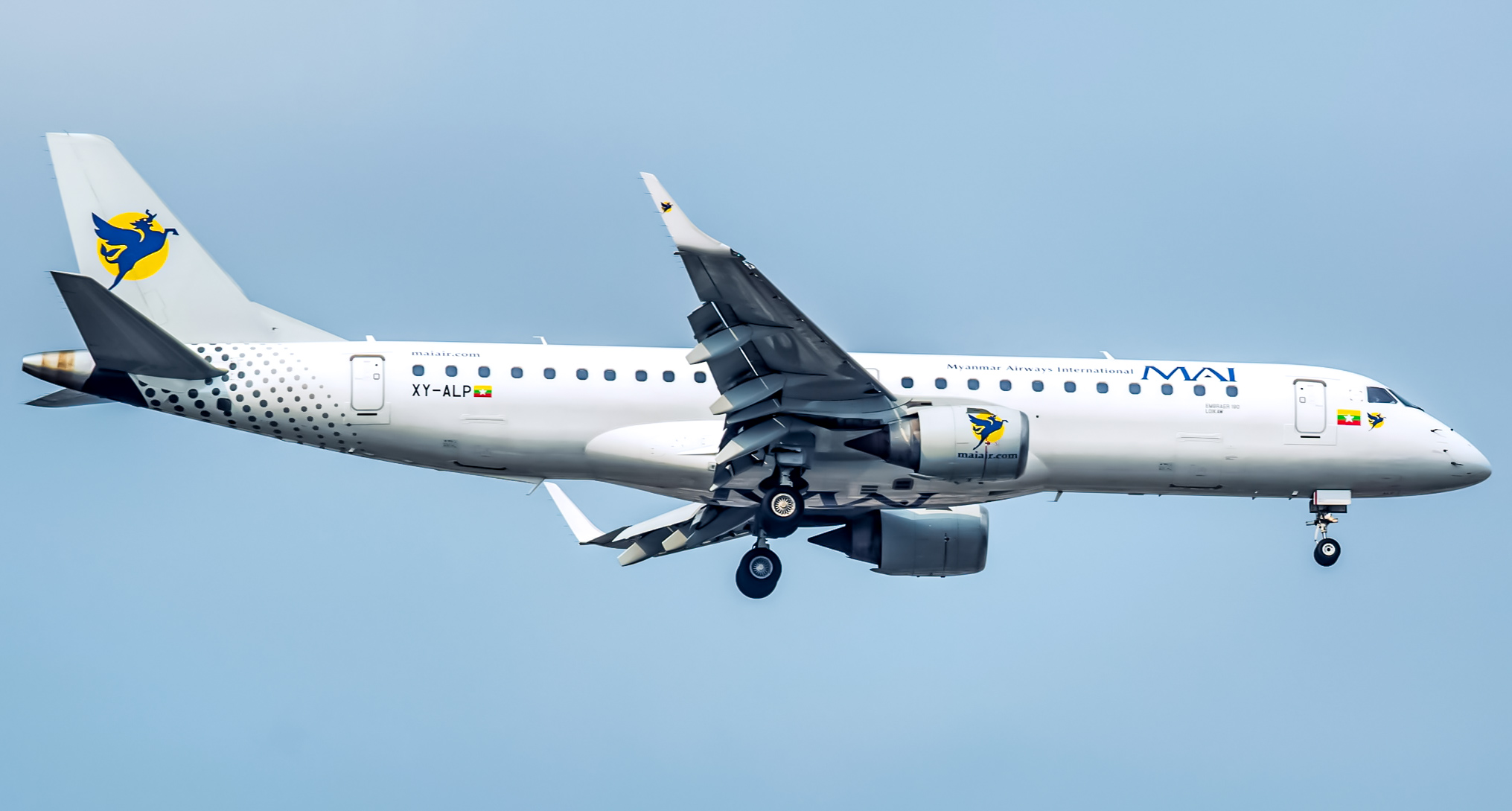
缅国航的Embraer 190

根據緬甸國際航空官網的介紹，他們的確在2003年引進了各一架 B737-800和MD82。
由於緬甸高壓統治受到美國的抵制，緬甸國際航空營運者很難獲得波音公司相關的飛機維護服務，不得已放棄這兩架美國製造的飛機。該公司於2008年底另外向澳洲捷星航空（Jetstar）租賃了唯一的一架法國製造的空中巴士A320-200飛機。
截至2025年6月，緬甸國際航空公司的機隊包括以下飛機，平均機齡16.6年：
| 機型             | 正在營運 | 搭載人數 | 商務艙 | 經濟艙 | 註記 |
| ---------------- | -------- | -------- | ------ | ------ | ---- |
| 空中巴士A319-100 | 4        | 140      | 8      | 132    |      |
| 空中巴士A320-200 | 2        | 170      | 8      | 162    |      |
| Embraer ERJ-190  | 2        | 98       | 6      | 92     |      |
| ATR72            | 1        | 68       | 0      | 68     |      |
| 总计             | 9        | 0        |        |        |      |

2019年，該航空向GetJet Airlines租了一架編號LY-KEA的空中巴士A319-100，執行曼谷和新加坡的航線
曾經營運：
- 空中巴士A320-200（2009～2018年）
- 空中巴士A321-100（2009～2011年），租賃自Air Mediterranee（英语：Air Mediterranee）。
- 波音737-400（?～?年），租賃自荷蘭皇家航空、馬來西亞航空。
- 波音737-800（2003～2004年），租賃自飛馬航空。
- 波音757-200（1999年），租賃自汶萊皇家航空。
- MD-82（2003～2008年），租賃自獅子航空。
- 福克100（2008～2009年），租賃自蒲甘航空。

## 外部連結
- 緬甸國際航空 （页面存档备份，存于）（英文）